# 衣浦衛生組合

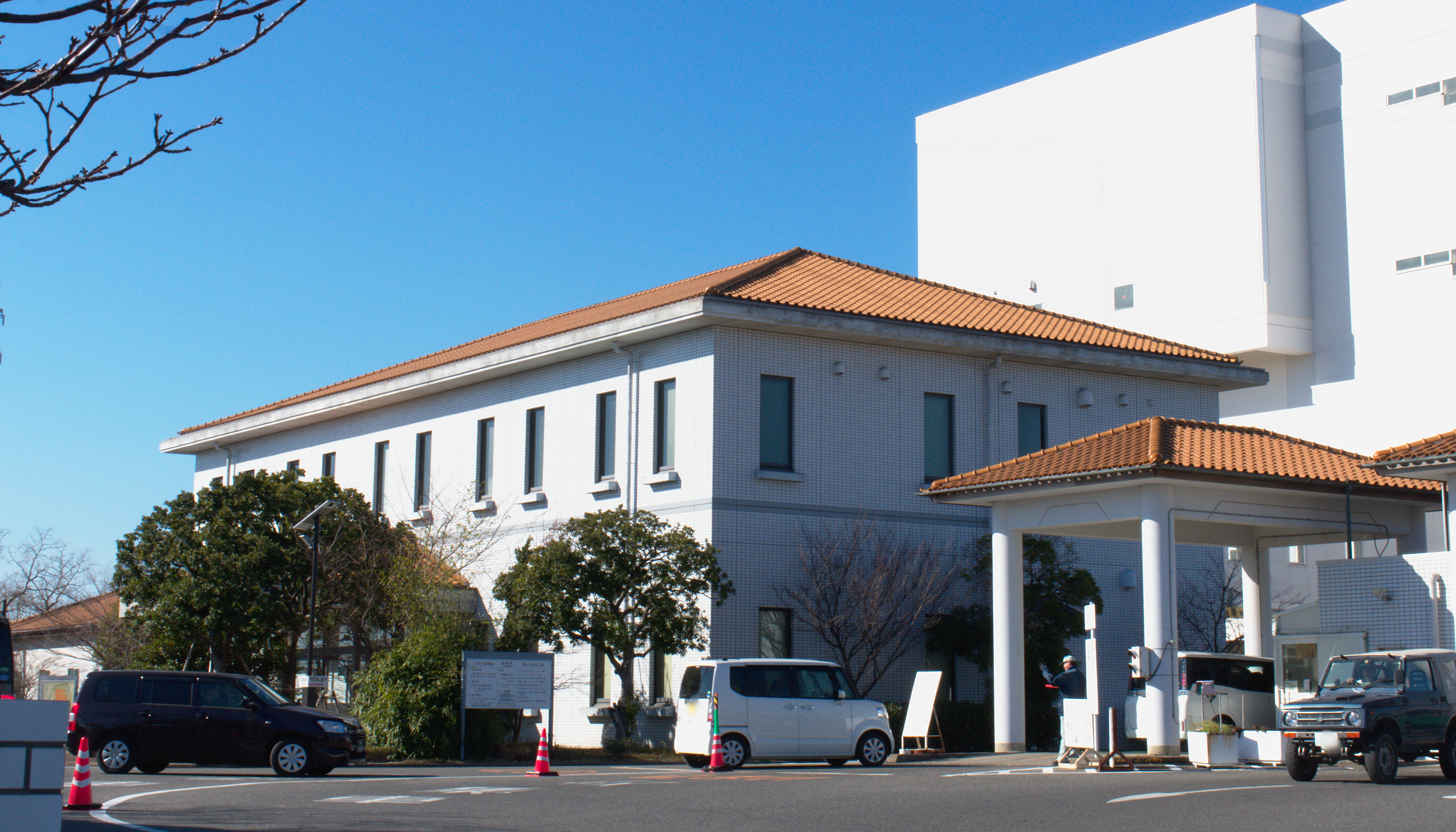
衣浦衛生組合　事務所

衣浦衛生組合（きぬうらえいせいくみあい）は、愛知県碧南市と高浜市で構成する一部事務組合。し尿処理施設、ごみ処理施設、 余熱利用施設、火葬場の運営管理などを行っている。碧南市・高浜市からの分担金で運営されている。

## 概要
1962年（昭和37年）4月1日、碧南市と高浜市のし尿処理を行うために設立された。1966年（昭和41年）11月からは碧南市営の焼却場を使ってのゴミ処理を実施。翌1967年には組合の焼却炉が完成し、1973年（昭和48年）には新たに連続燃焼焼却施設の運用を開始。その後も回転式破砕機の導入や焼却施設の増強を行っている。
1996年（平成8年）から碧南市と高浜市ではゴミの分別回収を開始。翌1997年に広報施設を兼ねたリサイクルプラザを開設、1999年（平成11年）には焼却施設の余熱を利用した温水プールや浴場を備えたサンビレッジ衣浦を開業した。
2019年（令和元年）11月20日にクリーンセンターで火災が発生。

## 施設

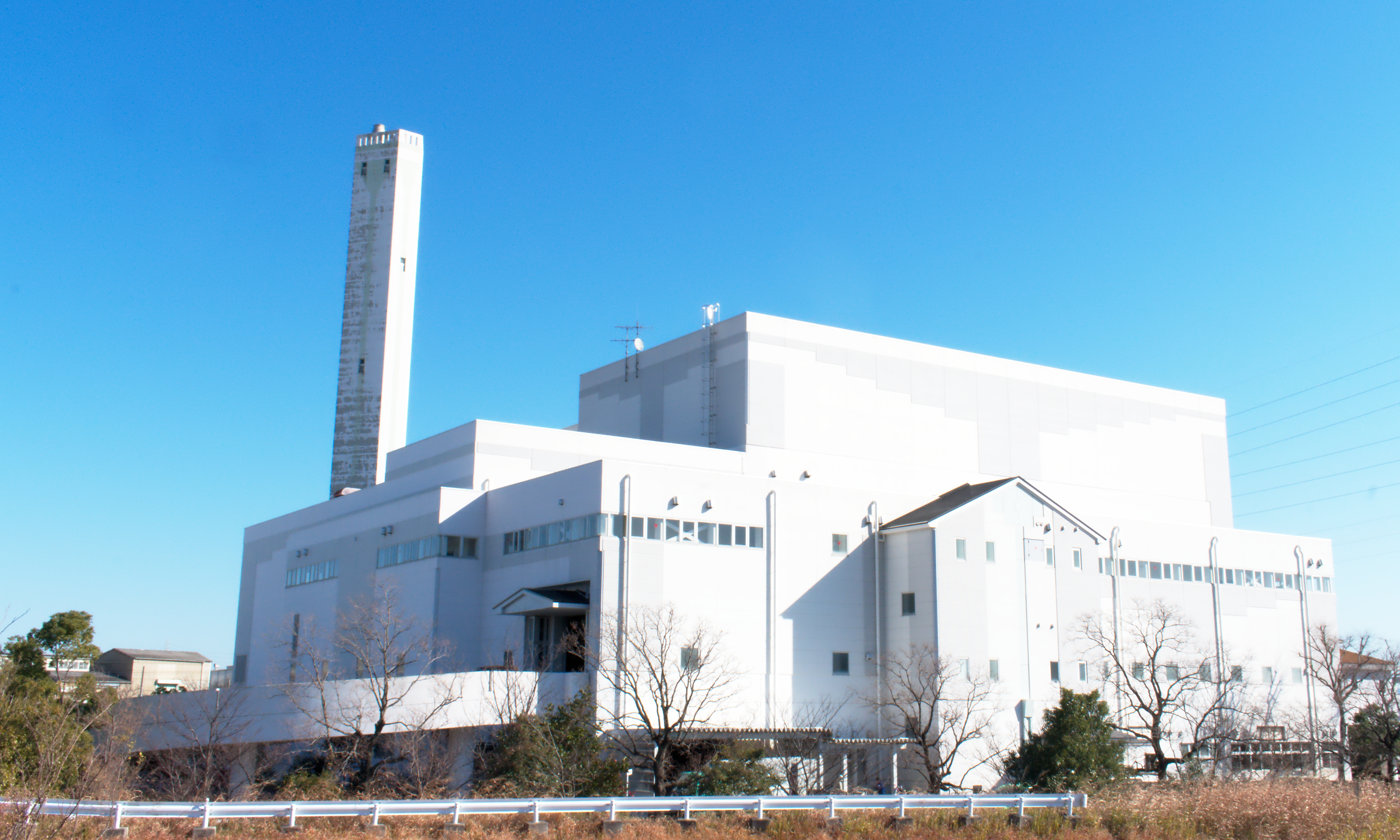
クリーンセンター衣浦

- クリーンセンター衣浦（ごみ焼却処理施設）

- 衛生センター（し尿処理施設）
- サンビレッジ衣浦
- リサイクルプラザ
- 衣浦斎園（火葬場）

## 所在地
- 碧南市広見町1丁目1-1（衣浦衛生組合事務所）